# Lahnau
Lahnau – miejscowość i gmina w Niemczech, w kraju związkowym Hesja, w rejencji Gießen, w powiecie Lahn-Dill.

## Historia
W dzielnicy Waldgirmes odnaleziono osadę rzymską o powierzchni około 8 ha zbudowanej na planie kwadratowym. Pomimo umocnień charakterystycznych dla obozów wojskowych znaleziska archeologiczne wskazują na cywilny charakter osady. Zabudowa charakterystyczna dla osad ze strefy śródziemnomorskiej wskazuje na dążenie Rzymian do zaszczepienia w tym regionie swojej kultury.

## Współpraca
Miejscowości partnerskie:
- Geraberg, Turyngia
- Wincanton, Wielka Brytania